# Agence İhlas
Pour les articles homonymes, voir IHA.
L'agence İhlas (en turc : İhlas Haber Ajansı ; abréviation : İHA) est une agence de presse turque, fondée en 1993 et basée à Istanbul. Elle est l'une des plus importantes du pays mais aussi du monde selon une étude réalisée par la BBC. 

## Historique
Elle appartient au conglomérat privé İhlas Holding (en) qui est dirigé par l'Américano-Turc Ahmet Mücahid Ören (en). Ce dernier est l'unique fils du fondateur du holding Enver Ören (en), mort en 2013. İhlas Holding, actif dans plusieurs secteurs, possède aussi la chaîne TGRT (tr) ainsi que le journal Türkiye (tr). 

## Activités
L'agence emploie près d'un millier de personnes dans une centaine de bureaux en Turquie et à l'étranger qui produisent en moyenne 250 vidéos, 2 000 nouvelles et 3 500 photos par jour pour des centaines de clients (chaînes, journaux, sites, etc.) à travers le monde. En 16 ans d'existence, elle a accumulé plus de 850 000 vidéos, 6 000 000 nouvelles et 15 000 000 photos dans ses archives.